# Štěpán Kurka
Plk. Štěpán Kurka (11. prosince 1913 Lužice – 2. září 1939 Dęblin) byl československým leteckým pozorovatelem a jednou z prvních obětí československé armády v zahraničí během druhé světové války.

## Život

### Před druhou světovou válkou
Štěpán Kurka se narodil 11. prosince 1913 v Lužici na Hodonínsku. Vystudoval reálné gymnázium v Hodoníně, kde v roce 1931 maturoval. Prezenční vojenskou službu absolvoval v Opavě a v jejím rámci i školu pro důstojníky pěchoty v záloze. Po jejím skončení v roce 1932 pokračoval v armádní službě a nastoupil ke studiu na Vojenské akademii v Hranicích, které ukončil v roce 1934. Poté sloužil jako velitel čety ve Vysokém Mýtě a Josefově. Dne 3. srpna 1936 nastoupil do kurzu leteckých pozorovatelů zbraní v Prostějově, dne 3. října téhož roku byl převelen do Olomouce, kde absolvoval povinnou praxi a stal se leteckým pozorovatelem pěchoty. V říjnu 1937 se vrátil k pěšímu pluku 30 a zastával post velitele roty. Přes léto 1938 byl ustanoven velitelem vojenského stavebního dozoru na výstavbě úseku S2 Žibřidice lehkého opevnění vzor 37. Po mnichovských událostech se v říjnu vrátil do Vysokého Mýta. Dosáhl hodnosti nadporučíka. Byl členem Sokola.

### Druhá světová válka
Po německé okupaci v březnu 1939 a rozpuštění Československé armády opustil Štěpán Kurka Protektorát Čechy a Morava a ilegálně přešel hranici do Polska, kde byl 22. srpna 1939 prezentován u vznikající československé zahraniční jednotky v Krakově. Díky své kvalifikaci byl 29. srpna přijat do polského letectva a společně s dalšími se přesunul na leteckou základnu Dęblin. Ta se hned druhý den po napadení Polska nacistickým Německem stala terčem těžkého náletu, během kterého Štěpán Kůrka zasažen střepinou a společně s dalšími dvěma československými vojáky zahynul. Stali se tak prvními příslušníky československé armády v zahraničí padlými v druhé světové válce. Pohřben byl v Dęblinu na místním hřbitově.

### Po druhé světové válce
Rodina Štěpána Kurky neměla o jeho skonu po celou dobu druhé světové války žádné správy. V červnu 1945 došla do jeho rodné vsi mylná informace, že se vrací, a bylo mu uchystáno slavnostní přijetí. Nešťastnou shodou okolností šlo o záměnu osob a jmen.

## Ocenění

### Vyznamenání
- Československý válečný kříž 1939
- Kříž za chrabrost (Polsko)

### Posmrtná ocenění
- Štěpán Kurka byl v roce 1991 in memoriam povýšen do hodnosti podplukovníka
- Na počest Štěpána Kurky je zálkadní školou v Lužici pořádán závod branné zdatnosti Memoriál Štěpána Kurky